# Religión en Fiyi
Fiyi es una sociedad mixta, en la que la mayoría de las personas son cristianas (64,4% de la población en el censo de 2007), pero con un número considerable de hindúes (27,9% de la población en el mismo censo) y musulmanes (6,3% de la población también en el mismo censo) minorías. La religión tiende a dividirse a lo largo de las líneas étnicas, ya que la mayoría de los habitantes de Fiyi son cristianos y la mayoría de los habitantes de ascendencia asiática son hindúes o musulmanes.
La religión aborigen de Fiyi podría clasificarse en términos modernos como formas de animismo o chamanismo, tradiciones que utilizan diversos sistemas de adivinación que afectaron fuertemente todos los aspectos de la vida. Fiyi fue cristianizada en el siglo XIX. Hoy en día hay varias denominaciones cristianas en Fiyi, la más grande es la iglesia metodista seguida de la Iglesia Católica. El hinduismo y el islamismo llegaron con la importación de un gran número de personas del sur de Asia, la mayoría de ellas contratadas, a fines del siglo XIX y principios del siglo XX.
Fiyi tiene muchos días festivos, ya que reconoce los días especiales de los diversos sistemas de creencias, como la Pascua y la Navidad para los cristianos, Diwali para los hindúes y el cumpleaños del profeta Mahoma para los musulmanes.

## Religión Antigua

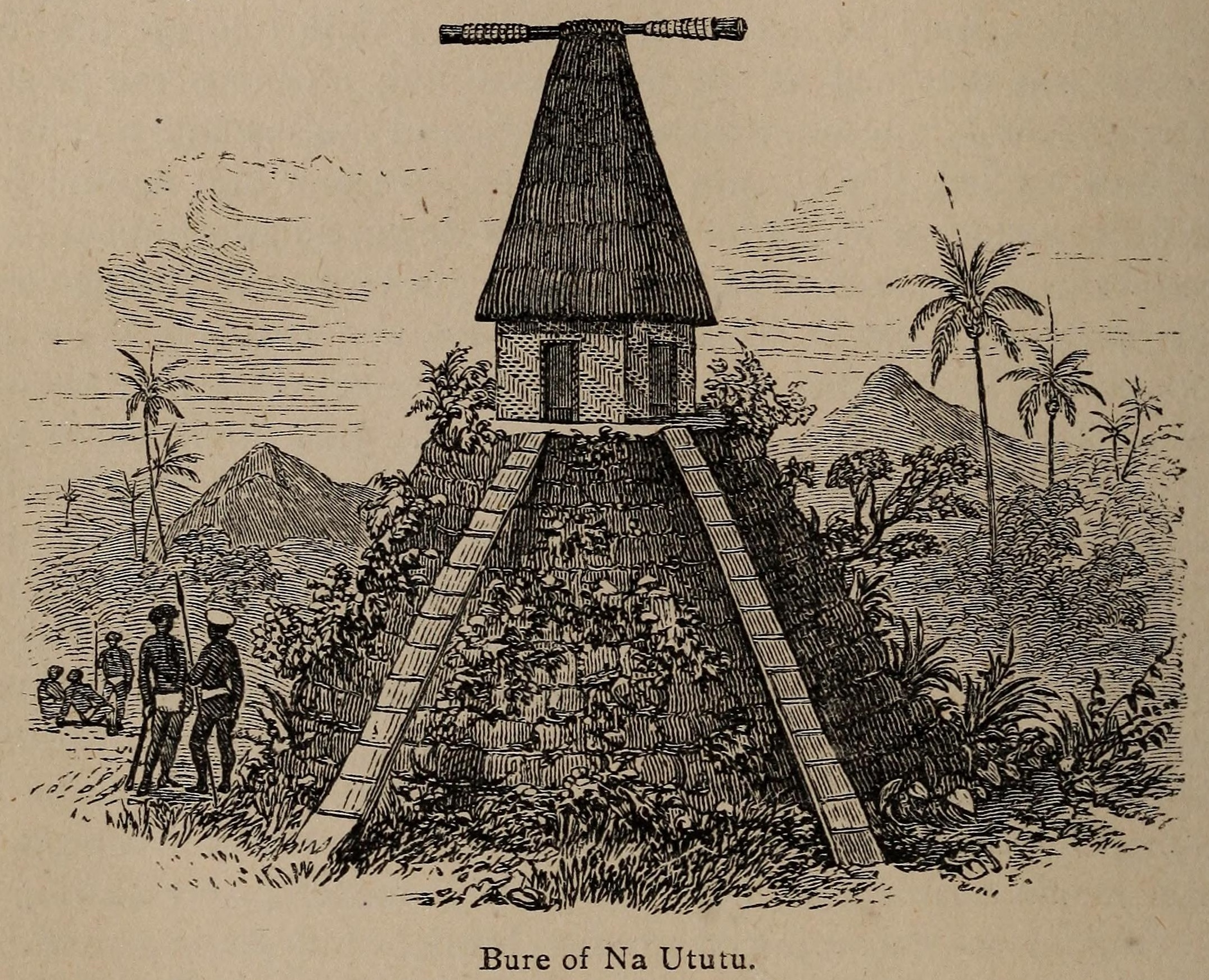
A bure kalou, A sketch done in the early 1800s

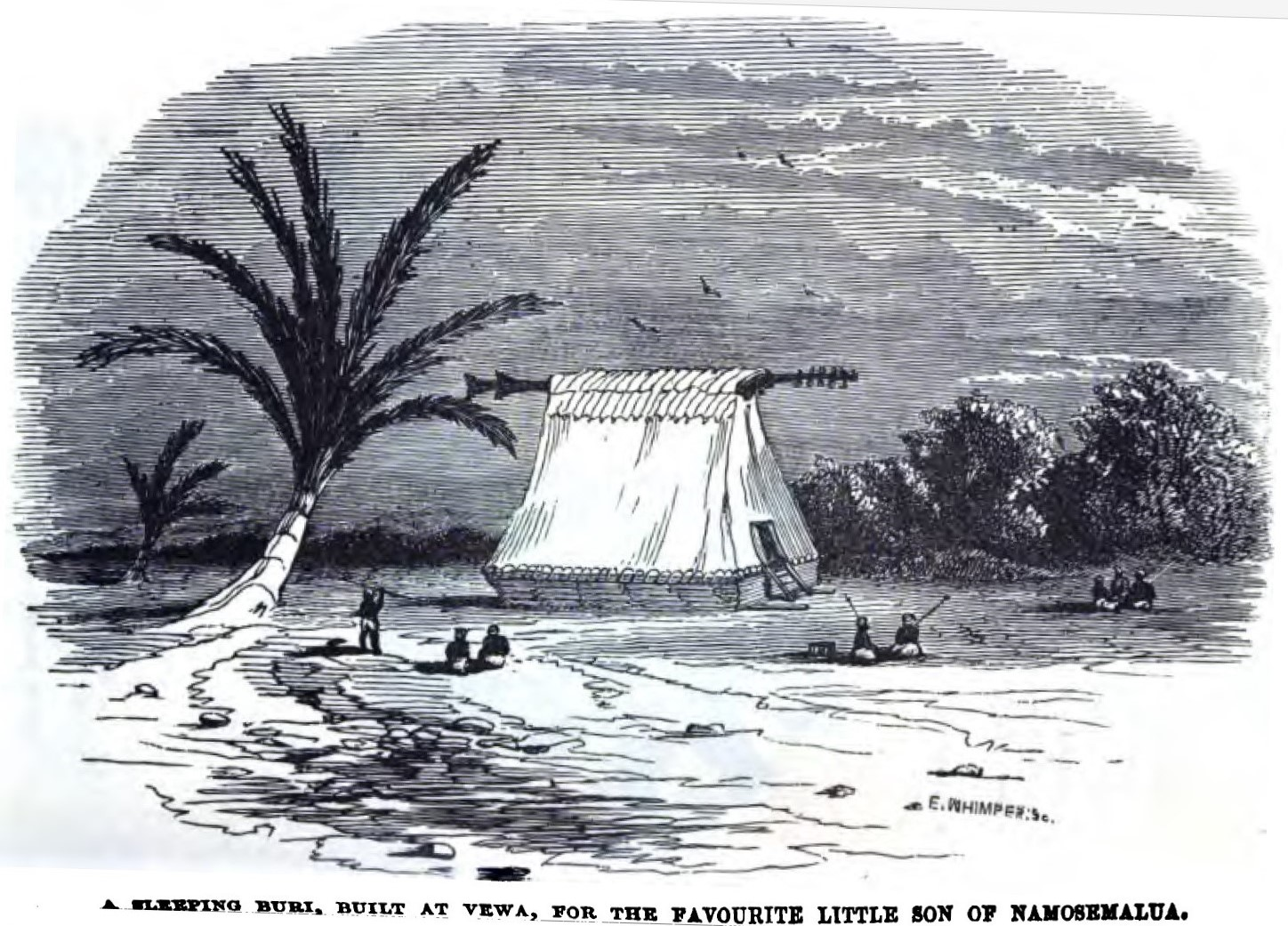
A Sleeping Buri, Built at Vewa, For the favourite little son of Namosemalua, Feejee (October 1852, p.108)

La religión, el mito y la leyenda de Fiyi estaban estrechamente vinculados y en los siglos previos a la cesión de 1874 se consideraba parte de la vida cotidiana. Hablando de la religión tradicional en Fiyi, Basil Thomson (1908: 111) escribe:
"La religión de los fiyianos estaba tan íntimamente relacionada con su política social que era imposible desgarrar la una sin destrozar a la otra... La religión era una tarea difícil para los paganos de Fiji; gobernaba todas sus acciones desde la cuna". hasta el sepulcro. En el tabú, le indicaba qué debía comer y beber, cómo debía dirigirse a sus superiores, con quién debía casarse y dónde debía depositar su cuerpo. Limitaba su elección de los frutos de la tierra y de la tierra. controló su actitud corporal en su propia casa. Toda su vida caminó cautelosamente por temor a enojar a las deidades que entraban y salían con él, siempre atentos a atraparlo, y la muerte, pero lo arrojaban desnudo entre ellos para Ser el deporte de su ingenio vengativo ".
El mito fue muy real en los años anteriores y posteriores a la cesión. Por ejemplo, en Taveuni su dios, Kalou Vu (dios raíz), se llama Dakuwaqa (barco de regreso). En las islas de Levuka y Kadavu se le conoce como Daucina (Luz Experta) debido a la fosforescencia que causó en el mar al pasar. Daucina, sin embargo, tiene una connotación diferente como Kalou yalo (ancestros deificados) en otras partes de Fiyi.
Dakuwaqa tomó la forma de un gran tiburón y vivió en la isla Benau, frente al estrecho de Somosomo. Era muy respetado por la gente de Cakaudrove y Natewa como el dios de las comunidades de pescadores y pescadores, pero también como el patrón de los adúlteros y los fanáticos. En el libro "Pacific Irishman", el sacerdote anglicano William Floyd registra en el Capítulo 1, "Creación":
"Cuando llegué a Fiji, el famoso dios de los peces, el Dakuwaqa, era una gran realidad. La nave del Gobierno, Lady Escott, llegó a Levuka con signos de un encuentro con el gran pez, mientras que el difunto Capitán Robbie, un conocido Escocés, muy alto y muy erecto, hasta sus noventa años, habló de la tarde de sueño mientras su cortador navegaba desde su finca de té en Wainunu, bajo un viento muy suave, con la mayor parte de la tripulación dormida. Un gran pez, que describió de casi 60 pies de largo, con manchas marrones y moteado en su espalda, con la cabeza de un tiburón y la cola de una ballena, apareció debajo de su nave, casi volcándola. La tripulación, instantáneamente despierta y preocupada, siguió el antiguo patrón, vertiendo una fuerte libación de kava en el mar, lo que, al parecer, era la idea correcta para aplacar a los dioses de los peces; el monstruo se sumergió lentamente, la brisa gradualmente alejó al cortador, arrastrando su quilla a lo largo de la espalda del monstruo, haciendo que la piel palideciera. Para la tripulación de Fiji, este era el "Dakuwaqa", en el siglo XX; ¿Cuál debe haber sido el efecto en el décimo? "
Hasta 1957, RA Derrick (1957: 13) declara:
"Muchos Yavusa todavía veneran a un ave (p. Ej., Martín pescador, paloma, garza), a un animal (p. Ej., A un perro, a una rata o incluso a un hombre), a un pez oa un reptil (p. Ej., Tiburón, una anguila, una serpiente), a un árbol (especialmente al palo de hierro o Nokonoko ), o un vegetal, que afirma que uno o más de estos son peculiarmente propios y se niegan a lesionarlos o comerlos. La relación es evidentemente totémica, y es probable que cada grupo totémico haya reconocido originalmente una serie completa de tres tótems: manumanu criatura, ya sea animal, ave o insecto), pescado o verdura, y árbol ".
Los dioses y sus templos.
Tradicionalmente, la religión de Fiyi tenía una jerarquía de dioses llamada "Kalou" o, a veces, en el dialecto occidental "Nanitu". En 1854, un misionero metodista temprano, el Rev. Joseph Waterhouse, declaró:
"Es imposible determinar incluso el número probable de los dioses de Fiji, ya que los espíritus sin cuerpo se llaman dioses, y son considerados como tales. Pero los nativos hacen una distinción entre los que originalmente eran dioses y los que solo son espíritus deificados. Los primeros se llaman Kalou-vu (dioses de la raíz), los últimos Kalou-yalo (mortales deificados). De la clase anterior el número es grande, pero los últimos no tienen número... Hubo varios rangos entre los Kalou-vu según la extensión de su territorio y el número de sus adoradores. Por lo tanto, algunos dioses eran universalmente conocidos en todo Fiji, otros eran dioses locales de territorios grandes o pequeños, mientras que otros eran simplemente dioses de familias particulares ".
Basil Thomson (1908: 113) sugiere que "los grupos en Fiji que son tauvu o kalou-vata, es decir, adoradores del mismo dios, tienen un origen común".
Los dioses de Fiyi (Kalou-Vu, Kalou-Yalo y numerosos espíritus menores) generalmente no se convirtieron en ninguna forma de ídolo o material para el culto, aparte de algunos objetos pequeños utilizados en ceremonias y adivinaciones. Sin embargo, era más frecuente que ciertos lugares u objetos como rocas, grupos de bambú, árboles gigantes como los árboles Baka o Ivi, cuevas, secciones aisladas del bosque, caminos peligrosos y pasajes a través del arrecife se consideraran sagrados y el hogar de un Kalou en particular. -Vu o Kalou-Yalo y, por lo tanto, fueron tratados con respeto y una sensación de temor y temor, o "Rere", ya que se creía que podían causar enfermedades, la muerte o castigar la desobediencia. Otros proporcionarían protección. Thomas Williams y James Calvert en su libro "Fiji and the Fijians" escriben:
"Idolatría, en el sentido estricto del término, parece que nunca lo ha sabido, ya que no hace ningún intento material de hacer representaciones materiales de sus dioses".
Los dioses principales fueron honrados en el templo o Bure Kalou. Cada pueblo tenía su Bure Kalou y su sacerdote (Bete). Las aldeas que desempeñaron un papel fundamental en los asuntos de la Vanua tuvieron varios Bure Kalou. El Bure Kalou se construyó sobre una base de roca elevada que se asemejaba a una base de pirámide rugosa y se destacó de otros bures debido a su techo alto, que formaba una forma de pirámide alargada. En el interior, una tira de tela blanca de masi colgaba de las vigas superiores al piso como conducto.del dios Más ofrendas permanentes colgaban alrededor de la pared interior. Fuera del Bure Kalou, se cultivaron plantas con aromas agradables que facilitaron el contacto espiritual y la meditación. Muchos de los dioses no eran famosos por su oído comprensivo al hombre o su naturaleza amorosa, sino que eran seres de fuerza y habilidades sobrenaturales que tenían poca preocupación por los asuntos del hombre. Peter France (1966: 109 y 113) señala:
"Los dioses locales abundaban, pero se celebraban en la leyenda y en el canto más por las obscenidades salvajes de sus travesuras selváticas que por su influencia en los asuntos humanos... Los viejos cuentos [contados] de encuentros de gimnasia en lugares de baño, que celebraban, con hilarante la calvicie, la destreza sexual de los dioses de los antepasados ".
Primero y principal entre los Kalou-vu fue Degei, quien era un dios de Rakiraki pero era conocido en la mayoría de las islas de Fiyi, a excepción de las islas orientales del grupo Lau. Se creía que era el origen de todas las tribus dentro de Fiyi y su poder era superior a la mayoría, si no todos, de los otros dioses. A menudo se lo representaba como una serpiente, o como media serpiente y media piedra. RA Derrick (1957: 11) dice:
"En estas tradiciones, Degei figura no solo como el origen de la gente, sino también como una gran serpiente que vive en una cueva cerca de la cima de la montaña Uluda, el pico más septentrional de la cordillera Nakauvadra. Los temblores de la tierra y el trueno se atribuyeron como su giros incómodos dentro de la cueva. No se interesó por los asuntos de su gente, su existencia no era más que una ronda de comidas y de dormir. Por asociación con él, las serpientes eran honradas como 'la descendencia del origen'. El culto a las serpientes era generalmente en todo el grupo ".
Otros dioses reconocidos en todo el grupo de Fiyi fueron: Ravuyalo, Rakola y Ratumaibulu. Rokola era hijo de Degei y patrono de carpinteros y constructores de canoas, mientras que Ratumaibulu aseguró el éxito de los cultivos de jardín. Ravuyalo vigilaría el camino seguido por espíritus difuntos: buscaría atraparlos con la guardia baja y aplastarlos. Su propósito era obstruir su viaje a la otra vida (Bulu).
Aspectos y prácticas de la antigua religión
Consultando a los dioses
Los diferentes dioses fueron consultados regularmente sobre todo tipo de cosas, desde la guerra hasta la agricultura y el perdón. El Bete (Sacerdote) actuó como mediador entre la gente y los diversos dioses. RA Derrick (1957: 10 y 12) señala:
"Los dioses fueron propiciados para garantizar vientos favorables para la navegación, las estaciones fructíferas, el éxito en la guerra, la liberación de la enfermedad... En tiempos de paz y prosperidad, el Bure Kalou podría caer en mal estado, pero cuando llegó la sequía y la escasez, o la guerra amenazó "El dios fue recordado, su vivienda reparada, su sacerdote abrumado con regalos y atención".
El Reverendo Joseph Waterhouse (1854: 404) informa sobre los tipos de adoración que se ofrecen a los dioses:
"La adoración en el templo de los dioses consiste en lovi, un acto de propiciación; musukau, un acto de alianza o voto solemne; el soro y acto de expiación por el pecado; y el madrali, un acto de acción de gracias. -Las frutas de la tierra son invariablemente presentadas a los dioses ".
Como médium del dios, Bete confiaba en los sueños y, cuando se inspiraba, caía en trances. Su cuerpo temblaba cuando estaba poseído y con una voz extraña anunció el mensaje del dios.
Laura Thompson (1940: 112) hablando de la situación en los estados del sur de Lau con respecto al Bete:
"El sacerdote se encargaba de la adoración de los dioses ancestros del clan (Kalou vu). Era el intermediario para la gente y el dios. Ya que era influyente para obtener mana del dios, era temido y respetado. Controlaba las actividades. de las personas en guerra, en tiempos de hambruna y en enfermedad, recibiendo ofrendas de las personas y presentándolas al dios según el patrón ceremonial sevusevu... Las ofrendas principales fueron los primeros frutos, kavaY festines cocinados, incluyendo sacrificios humanos. Como ofrenda se presentaron pequeñas ofrendas. El sacerdote oró al dios, quien se apoderó de él y habló a través de él o reveló su voluntad por medio de un signo o presagio... Cuando un sacerdote estaba poseído, todo su cuerpo tembló en convulsiones y su carne se contrajo... La gente soltó un fuerte grito cuando el dios tomó posesión del sacerdote. Cuando el dios finalmente se fue, Bete fue servido con Yaqona. Después de la ceremonia, el sacerdote y su clan consumieron las ofrendas sagradas.
El reverendo Joseph Waterhouse (1854: 404/405) señala:
"Todas las ofrendas (a los dioses) se refieren a la vida actual. Los fiyianos propician a los dioses para el éxito en la guerra, la descendencia, la liberación del peligro y la enfermedad, las estaciones fructíferas, el buen tiempo, la lluvia, los vientos favorables, etc., etc.; pero sus ideas religiosas no se extienden al alma, ni a otro mundo... La influencia del sacerdote sobre la gente común es inmensa, aunque generalmente es la herramienta del jefe. De hecho, estos dos personajes generalmente actúan en concierto.. "
Brujería
Consultar el mundo de los espíritus y utilizarlos para influir en los asuntos cotidianos formaba parte de la religión de Fiyi. Usando diversos objetos naturales especialmente decorados, como una concha atada en una cuerda de fibra de coco o en un club de guerra, fue una forma de adivinación y no solo en el reino de los sacerdotes. En la lengua vernácula de Bauan se le conocía como "Draunikau" y se consideraba que la práctica era sospechosa, lo que obligaba a los practicantes a hacerlo sigilosamente. RA Derrick (1957: 10 y 15) escribe:
"Los fiyianos... atribuyeron todos los fenómenos inexplicables a los dioses, los espíritus o la brujería... La enfermedad y la locura fueron obra de espíritus malignos, y los jardines de alimentos se marchitaron bajo sus hechizos. En tales casos, se asumió la brujería y se tomaron medidas para encontrar El hechicero y contrarrestar su hechizo con otro, más potente ".
AM Hocart (1929: 172) afirma:
"Ese Ba fue considerado el hogar de la brujería y que Moala, Mualevu y Matuku también tienen una mala reputación por la brujería".
Soñando
Los sueños también eran vistos como un medio por el cual los espíritus y las fuerzas sobrenaturales se comunicaban con los vivos y comunicaban mensajes y conocimientos especiales. Un sueño en el que se vio a familiares cercanos que transmitían un mensaje se denominó "Kaukaumata" y fue un presagio de un evento que se aproxima y que podría tener un impacto negativo en la vida del soñador. RA Derrick, 1957: 15-16:
Se puede obtener conocimiento especial a través de los sueños y, mientras se sueña, se puede decir a las personas que hagan ciertas cosas, incluso el asesinato.
Bert O. States en su libro Dreaming and Story Telling estados:
"Ellos creen que los sueños son experiencias reales del alma errante liberada por el sueño..."
En algunos casos, también había una persona cuyo único propósito era interpretar los sueños. Él o ella fue referido como el "Dautadra", o el "experto en sueños". Martha Kaplan en su libro Ni cargo ni culto: políticas rituales y la imaginación colonial en Fiyi señala:
"Los videntes (Daurai) y los soñadores (Dautadra) podrían predecir el futuro, comunicándose con las deidades ya sea en trance o en un sueño".
Mana
"Mana" podría traducirse libremente como significado de magia, poder o prestigio, pero se explica mejor por la antropóloga Laura Thompson (1940: 109) cuando escribe:
"El concepto de maná asociado con el culto ancestral es fuerte en el patrón de pensamiento nativo. Según este concepto, maná es la fuerza o potencia vital que le da un significado sobrenatural a personas o cosas... Su presencia en una persona o cosa no es atribuido al poder inherente en la cosa en sí, pero a alguna fuerza espiritual que se aloja en él... El primogénito de cada clan noble era el depósito temporal del maná de los antepasados ancestrales del clan. Los jefes tenían los antepasados más fuertes y el jefe superior fue el más sagrado porque teóricamente recibieron el maná de los dioses ancestros más poderosos ".
Ana I. González en su artículo web "Proyecto de Oceanía en Fiji" escribe:
Mana es un término para un poder o influencia sobrenatural difusa que reside en ciertos objetos o personas y explica sus cualidades o efectividad extraordinarias. En Melanesia, una piedra con maná puede ser enterrada en un jardín para aumentar los cultivos. Mana también puede estar vinculada a canciones, sueños o ideas. Mana no es lo mismo que un poder o influencia personal. Es una fuerza arbitraria e incontrolable que puede aparecer o desaparecer sin explicación.
En la moderna Fiji, aunque el término todavía se usa en un sentido tradicional, tiene un uso más generalizado y con la introducción de la Biblia de Fiyi se usa para describir los milagros. El término Mana, cuando se usa en el discurso ceremonial, se puede interpretar como "es verdad y se ha cumplido".
Vida futura
Al morir, se cree que los espíritus de los muertos emprenderían un viaje a Bulu, que es el hogar de los muertos, a veces descrito como un paraíso. Inmediatamente después de la muerte, se cree que el espíritu de los recién fallecidos permanece en la casa durante cuatro días y luego pasa a un punto de salto (un acantilado, un árbol o una roca en la playa). En ese punto, el espíritu comenzará su viaje a la tierra de los espíritus (Vanua Ni Yalo). El viaje del espíritu sería peligroso porque el dios Ravuyalo intentaría obstruirlo e impedirlo en sus viajes a Vanua Ni Yalo. La antropóloga Laura Thompson (1940: 115) escribe:
"La creencia dominante (...) es que cuando un hombre muere, su alma va a Nai Thibathiba, un lugar de" salto "que se encuentra en o cerca de cada isla, por lo general mirando hacia el oeste o el noroeste. Desde aquí, el alma va a Nai Thombothombo. la tierra de las almas ubicada en la costa de Mbua, de Vanua Levu ".
Mito y leyenda
Los orígenes de la raza de Fiyi tienen muchas líneas diferentes que se transmiten a través de la historia tradicional oral o en las reliquias de canciones y bailes, la más práctica se encuentra en la historia oral. En el mito, la mayoría de los habitantes de Fiyi aceptan que sus orígenes se encuentran a través del Kalou Vu Degei. Una historia alternativa de tiempos pasados fue publicada en la primera parte del siglo XIX por la Sra. Ann Tyson Harvey. Esto habla de Lutunasobasoba, supuestamente un gran jefe ancestral y hermano de Degei II, cuya gente vino a establecerse en Fiyi. La tercera historia del origen de Fiyi está confusa en las dos historias, pero se puede encontrar en un artículo local llamado "NAMATA", o la cara. Hay variaciones de esta historia; algunas versiones indican tres migraciones, otras excluyen a Lutunasobasoba y solo tienen Degei, pero tienen temas comunes.
En los escritos de la Sra. Ann Tyson Harvey (1969) en su artículo "The Fijian Wanderers", escribe sobre Tura, que era un jefe tribal en una época anterior a la era de las grandes pirámides. Vivió cerca de lo que se conoce como Tebas en Egipto. La leyenda dice que su tribu viajó a Sudáfrica y se estableció en el lago Tanganica en Tanzania, donde Tura se casó con una mujer tanzana y luego con sus tribus, por diversas razones, viajó por el océano hacia Madagascar., a través de las islas asiáticas, finalizando su viaje en Fiyi; Para entonces Tura había muerto y su hijo Lutunasobasoba era el líder. Durante una tormenta en las aguas del Grupo de la Isla Mamanuca, perdió el cofre de Mana, o más prácticamente, perdió el cofre que contenía la historia escrita de los antepasados de Fiyi antes de Fiyi, incluida la lengua escrita.
Cansado, viejo, enfermo y cansado, Lutunasobasoba pisó Veiseisei y de allí se establecieron los fiyianos de Fiyi y sus hijos fueron Adi Buisavuli, cuya tribu era Bureta, Rokomautu, cuya tribu era Verata, Malasiga, cuya tribu era Burebasaga, Tui Nayavu, cuya tribu era Batiki, y Daunisai cuya tribu era Kabara. Se cree en esta mitología que sus hijos dieron origen a todas las líneas principales.
Sin embargo, se dice que el humo ya estaba aumentando antes de que Lutunasobasoba pisara Viti Levu. Los aldeanos de la Provincia de Ra dicen que él era un causante de problemas y fue expulsado de Nakauvadra junto con su gente; se ha rumoreado que la historia fue una fabricación de los primeros misioneros. También se cree que hubo tres migraciones, una liderada por Lutunasobasoba, una por Degei y otra por Ratu, tradicionalmente conocida por residir en Vereta, junto con numerosos cuentos regionales dentro de Fiyi que no están cubiertos aquí y aún se celebran y hablan de ellos en la historia, canción y baile.
Esta historia tiene un papel importante en la ceremonia y la política social, ya que son una parte integral de la historia y los orígenes de varias tribus. A menudo están interconectados entre una tribu y otra a través de Fiyi, como los caminantes del fuego de Beqa y las gambas rojas de Vatulele, por mencionar solo algunos. Además, cada título principal tiene su propia historia de origen, como el Tui Lawa o Ocean Chieftain de Malolo y su equipo de poder y el Gonesau de Ra, que fue el hijo bendito de un yalo Kalou de Fiyi. La lista continúa, pero cada uno, en algún momento, encuentra un punto de origen común o un enlace al otro.